# Joseph C. Pringey

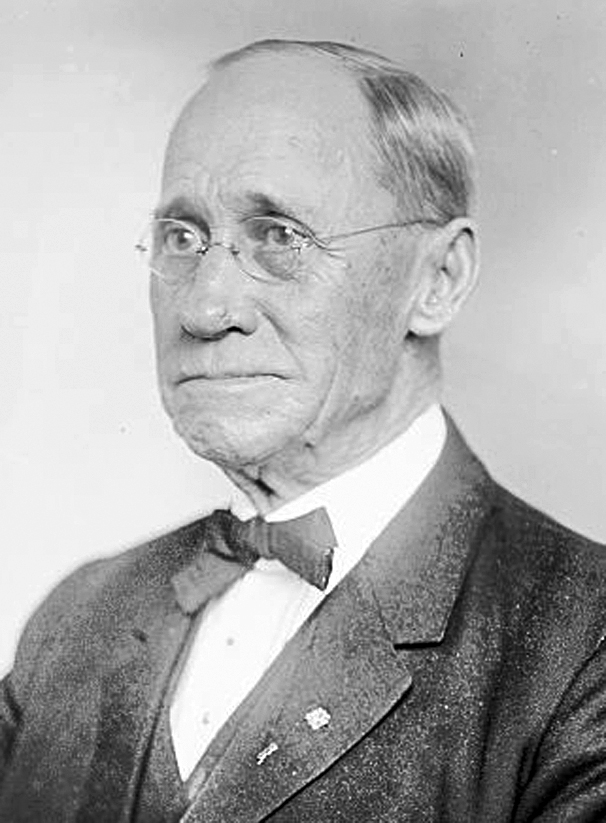
Joseph C. Pringey

Joseph Colburn Pringey (* 22. Mai 1858 in Somerset, Pennsylvania; † 11. Februar 1935 in Chandler, Oklahoma) war ein US-amerikanischer Politiker. Zwischen 1921 und 1923 vertrat er den vierten Wahlbezirk des Bundesstaates Oklahoma im US-Repräsentantenhaus.

## Werdegang
Joseph Pringey besuchte die öffentlichen Schulen seiner Heimat. Im Jahr 1870 zog er nach Missouri, wo er in Sedalia eine Handelsschule besuchte. 1891 ließ er sich in Chandler im damaligen Oklahoma-Territorium nieder. Dort wurde er sowohl in der Landwirtschaft als auch im Versicherungs- und Bankwesen tätig.
Politisch war Pringey Mitglied der Republikanischen Partei. Im Jahr 1893 wurde er Mitglied im territorialen Senat. Gleichzeitig wurde er auch Kurator der University of Oklahoma in Norman. Im Jahr 1900 war er Delegierter zur Republican National Convention, auf der Präsident William McKinley für eine weitere Amtszeit nominiert wurde. Von 1912 bis 1920 war Pringey Verwaltungsangestellter im Lincoln County.
1920 wurde Pringey gegen Amtsinhaber Thomas D. McKeown in das US-Repräsentantenhaus in Washington gewählt. Dort konnte er zwischen dem 4. März 1921 und dem 3. März 1923 aber nur eine Legislaturperiode absolvieren, weil er bei den Wahlen des Jahres 1922 gegen McKeown verlor. Nach seiner Zeit im Kongress war Pringey zwischen 1923 und 1924 amtierender Posthalter von Chandler. Danach war er bis zu seinem Tod im Jahr 1935 in der Landwirtschaft tätig.